# Бернард Текпетей
Бернард Текпетей (на английски: Bernard Tekpetey) е ганайски футболист, който играе на поста крило. Състезател е на Лудогорец.

## Кариера
След изкаран успешен пробен период Текпетей подписва с Шалке 04 през февруари 2016 г. Прави своя дебют за клуба на 24 ноември, започвайки като титуляр при победата с 2–0 над Ница. Той печели дузпа, която е превърната в гол от Денис Аого, преди да бъде изгонен през второто полувреме след изкарани два жълти картона.

### Лудогорец
На 31 юли 2020 г. Бернард отива под наем в Лудогорец. Дебютира на 8 август при загубата с 3–1 като гост на Ботев във Враца. На 29 юни 2021 преминава за постоянно при „разградчани“.

## Национална кариера
Текпетей е повикан в състава на Гана за Купата на африканските нации през 2017 година. Прави своя дебют за африканската страна на 25 януари 2017 при загубата с 1–0 от Египет.

## Успехи
Лудогорец
- Първа лига (3): 2020/21, 2021/22, 2022/23
- Купа на България (1): 2023
- Суперкупа на България (2): 2021, 2022